# Liberty (yacht)
Pour les articles homonymes, voir Liberty.
Le yacht Liberty (US-40) était le defender américain lors de la Coupe de l'America (America's Cup) en 1983 se déroulant à Newport contre le challenger australien Australia II. Liberty a perdu par 4 manches à 3 et Australia  II a été le premier challenger vainqueur de l'America's Cup mettant fin à la domination américaine du New York Yacht Club durant 132 ans.

## Contexte
Après la Coupe de l'America de 1980 où Freedom (US-30) a battu Australia (KA-5), le Freedom ’83 Defence Syndicate dont la collecte de fonds a été faite par le Collège maritime de la Fondation du Fort Schuyler, a décidé de commander deux nouveaux yachts classe 12 Metre JI comme defender pour 1983. Dennis Conner a demandé aux concepteurs de prendre des risques afin que les nouveaux voiliers ne soient pas qu'une version améliorée de Freedom, mais une réelle conception innovante.
Le premier, Spirit Of America (US-34) a été conçu par Bill Langan de chez Sparkman & Stephens et le second, Magic (US-38) par Johan Valentijn. Les deux furent commandés par la Fondation du Fort Schuyler, à New York, le 17 avril 1982.
Les deux bateaux n'ont pas donné les résultats escomptés et Freedom les a dominé. Le 8 septembre 1982, Dennis Conner a mis en vente Magic dont le produit devait être affecté à la conception d'un troisième bateau. Il devait être conçu par l'union de Sparkman & Stephens et Johan Valentijn pour une version améliorée du Freedom. Cette idée a été abandonnée et, finalement c'est Johan Valentijn associé à un nouveau designer, Halsey Herreshoff, qui ont conçu Liberty.

## Construction
Liberty est un monocoque de série internationale 12 Metre répondant à la norme internationale Third Rule America's Cup. Il a été construit par Newport Offshore et livré au Freedom '83 Foundation en janvier 1983.

Quelques modifications ont été nécessaires pour améliorer sa performance. Trois pieds (environ 90 cm) ont été coupés à la poupe, la quille et le mât ont été déplacés sur l'avant. En qualification il a battu pleinement Courageous (US-26).

## Carrière

Guidon du NYYC.

Contre Australia II (KA-6) du Royal Perth Yacht Club, il a été battu par 4 manches à 1. Pour la première fois en 132 ans la Coupe de l'America a quitté les États-Unis pour l'Australie. Puis il fut vainqueur du Chandler Hovey Gold Bol 1983.
De 1986 à 1989, basé au port de San Diego, il a servi à l'entrainement du Stars & Stripes 87.
En 1989, il a été vendu à un propriétaire japonais inconnu. Le voilier aurait sombré au large de Kobé entre 1989 et 1991.